# Harita nodyna
Harita nodyna là một loài bướm đêm trong họ Erebidae.